# Акбар-Сара
Акбар-Сара (перс. اكبرسرا) — село в Ірані, у дегестані Отаквар, у бахші Отаквар, шагрестані Лянґаруд остану Ґілян. За даними перепису 2006 року, його населення становило 189 осіб, що проживали у складі 48 сімей.

## Клімат
Середня річна температура становить 14,96 °C, середня максимальна – 28,76 °C, а середня мінімальна – 0,94 °C. Середня річна кількість опадів – 1114 мм.
| Клімат поселення                              | Клімат поселення | Клімат поселення | Клімат поселення | Клімат поселення | Клімат поселення | Клімат поселення | Клімат поселення | Клімат поселення | Клімат поселення | Клімат поселення | Клімат поселення | Клімат поселення | Клімат поселення |
| Показник                                      | Січ.             | Лют.             | Бер.             | Квіт.            | Трав.            | Черв.            | Лип.             | Серп.            | Вер.             | Жовт.            | Лист.            | Груд.            |                  |
| Середній максимум, °C                         | 11,00            | 11,18            | 12,82            | 18,04            | 22,12            | 26,62            | 28,76            | 28,74            | 25,01            | 21,56            | 17,32            | 12,87            |                  |
| Середня температура, °C                       | 5,96             | 6,14             | 7,78             | 12,99            | 17,09            | 21,58            | 24,36            | 24,35            | 20,62            | 17,17            | 12,91            | 8,48             |                  |
| Середній мінімум, °C                          | 0,94             | 1,12             | 2,75             | 7,96             | 12,04            | 16,56            | 19,98            | 19,94            | 16,22            | 12,77            | 8,52             | 4,09             |                  |
| Норма опадів, мм                              | 101              | 86               | 84               | 45               | 46               | 35               | 33               | 58               | 128              | 207              | 161              | 130              |                  |
| Середньомісячна швидкість вітру, м/с          | 2.40             | 2.52             | 2.50             | 2.40             | 2.33             | 2.36             | 2.62             | 2.20             | 2.13             | 2.06             | 2.07             | 2.23             |                  |
| Середньомісячна сонячна радіація, кДж/м²·день | 7170             | 9216             | 11120            | 15444            | 19468            | 21176            | 21890            | 18432            | 15208            | 10862            | 8722             | 6791             |                  |
| --------------------------------------------- | ---------------- | ---------------- | ---------------- | ---------------- | ---------------- | ---------------- | ---------------- | ---------------- | ---------------- | ---------------- | ---------------- | ---------------- | ---------------- |
| Джерело:                                      |                  |                  |                  |                  |                  |                  |                  |                  |                  |                  |                  |                  |                  |